# Klára Szekeres
Klára Szekeres (n. 1 decembrie 1987, în Békéscsaba) este o handbalistă maghiară care joacă pentru clubul FTC-Rail Cargo Hungaria și echipa națională a Ungariei. Szekeres evoluează pe postul de intermediar stânga.

## Palmares
- Magyar Kupa:
  -  Câștigătoare: 2017

- Campionatul European:
  -  Medalie de bronz: 2012